# 富小路良直
富小路良直（とみのこうじ よしなお、延享2年（1745年）8月17日 - 享和2年（1802年）5月3日）は、江戸時代後期の公卿。初名は富小路与直。

## 官歴
- 宝暦5年（1755年）：刑部少輔
- 宝暦6年（1756年）：従五位上
- 宝暦10年（1760年）：正五位下
- 宝暦12年（1762年）：左兵衛権佐
- 明和元年（1764年）：従四位下
- 明和5年（1768年）：従四位上
- 安永元年（1772年）：正四位下
- 天明元年（1781年）：従三位
- 天明7年（1787年）：正三位
- 享和2年（1787年）：従二位

## 系譜
- 父：富小路総直
- 養子：富小路貞直（伏原宣条の子）